# السعي البطولي للأمير الشجاع آيفاندو
السعي البطولي للأمير الشجاع آيفاندو أو كما يسمى إختصارا بـ "الأمير آيفاندو" أو فقط "آيفاندو" (بالإنجليزية: The Heroic Quest of the Valiant Prince Ivandoe)‏ هو مسلسل رسوم متحركة بريطاني دنماركي من تأليف كريستيان بوفينغ أندرسن وإيفا لي والبرغ ودانيال لينارد ومن إنتاج أستديوهات هانا-باربيرا أوروبا (التابعة لكرتون نتورك) لصالح شركة كرتون نتورك، وبث لأول على قناة كرتون نتورك (الشمال) في 20 نوفمبر من عام 2017. المسلسل مقتبس من رواية ايفانهو من تأليف الكاتب الإسكتلندي والتر سكوت، والمسلسل يتشابه كثيرًا مع  سكوبي دو! ووحش المكسيك 2

## الأصوات العربية
الدبلجة اللبنانية[بحاجة لمصدر]
- إبراهيم ماضي - آيفاندو
- سيلفانا فلفلة - بيرت
- سام غصن
- علاء زاعور
- علي سعد
- فادي عبود
- حسان حمدان
- روميو الورشا
- فؤاد شمص
- حسن حمدان (ممثل لبناني)
- جورج دياب
- ريمون فرنسيس (ممثل صوت)
- جيهان الملا
- ندى نصر
- زينة ضاهر
- ألين سعادة
- فادي الرفاعي
- شربل أيوب
- جورج طويل
- إبراهيم ماضي
- جورج أبو سلبي
- رنا الرفاعي
- عبدو حكيم
- شادي شمص
- زياد منذر
- ناجي شامل
- إيمان بيطار
- عماد فغالي
- خالد السيد
- حسن المصري (ممثل لبناني)
- جيل شلهوب
- روزي اليازجي
- رالين داغر
- رانيا مروة
- ميرنا الحسيني
- جمانة الزنجي
- أسمهان بيطار
- سيلينا شويري
- نسرين مسعود

## وصلات خارجية
- السعي البطولي للأمير الشجاع آيفاندو على موقع IMDb (الإنجليزية)
- السعي البطولي للأمير الشجاع آيفاندو على موقع كينوبويسك (الروسية)
- السعي البطولي للأمير الشجاع آيفاندو على موقع قاعدة بيانات الفيلم (الإنجليزية)